# Тисаујварош
Тисаујварош (мађ. Tiszaújváros) град је у Мађарској. Тисаујварош је један од важнијих градова у оквиру жупаније Боршод-Абауј-Земплен.
Тисаујварош је имао 18.021 становника према подацима из 2001. године.

## Географија
Град Тисаујварош се налази у североисточном делу Мађарске. Од престонице Будимпеште град је удаљен око 175 километара источно. Град се налази у североисточном делу Панонске низије, на реци Тиси. Надморска висина града је око 95 m.

## Историја
Тисаујварош је један од најмлађих градова у држави. Он је основан 1955. г. и у следеће две до три деценије у потпуности изграђен по савременим начелима.

## Становништво
По процени из 2017. у граду је живело 15.571 становника.
| 1990.  | 2001.  | 2011.  | 2017.  |
| ------ | ------ | ------ | ------ |
| 18.685 | 17.207 | 16.500 | 15.571 |

## Галерија
- Тисаујварош и околина
- Школски центар
- Спортски центар